# Sergio Mocellini
Sergio Mocellini (Varna, 29 marzo 1936 – Vipiteno, 4 dicembre 2004) è stato un bobbista italiano.

## Biografia
Viene ricordato come vincitore di una medaglia d'argento nella sua disciplina, ottenuta ai campionati mondiali del 1963 (edizione tenutasi a Innsbruck, Austria) insieme ai suoi connazionali Mario Pallua, Luigi De Bettin e Angelo Frigerio Nell'edizione l'oro andò all'altra nazionale italiana.
Partecipò alle olimpiadi invernali di Innsbruck 1964, dove di classificò al 4º posto nel bob a quattro con Sergio Zardini, Ferruccio Dalla Torre e Romano Bonagura. Ai giochi olimpici invarnali di Grenoble 1968 giunse al 12º posto in coppia con Rinaldo Ruatti.
Ai Campionati europei di bob 1965 vinse la medaglia di bronzo in coppia con Angelo Frigerio.
Ai Campionati italiani di bob vinse due medaglie nel bob a quattro: un argento nel 1955 e un bronzo nel 1967.